# David Córcoles
David Córcoles Alcaraz (Alicante, 8 mei 1985) is een Spaans voetballer. Hij speelt sinds 2009 als verdediger bij Recreativo Huelva.
Córcoles begon als voetballer in de jeugdelftallen van Hércules CF. Na het seizoen 2002/2003 met het eerste elftal in de Segunda División B te hebben gespeeld, speelde de verdediger vanaf 2003 bij het tweede elftal van Valencia CF. Córcoles kwam in het seizoen 2006/2007 tweemaal in actie in het eerste elftal. Hij debuteerde op 5 december 2006 tegen AS Roma in de UEFA Champions League, toen de verdediger in de laatste minuut Miguel Pallardó verving. Op 17 juni 2007 startte Córcoles in de competitiewedstrijd tegen Real Sociedad in de basis. Na de degradatie van Valencia B van de Segunda División B naar de Tercera División, vertrok Córcoles naar FC Barcelona waar hij voor het tweede elftal ging spelen. Met Barça B werd hij 2008 kampioen van de Tercera División Grupo 5. Op 5 september 2007 debuteerde de verdediger in het eerste elftal. In de halve finale van de Copa de Catalunya tegen Girona FC startte Córcoles in de basis. In 2009 werd Córcoles gecontracteerd door Recreativo Huelva

## Statistieken
| seizoen    | club                 | land   | competitie                 | wed. | goals |
| ---------- | -------------------- | ------ | -------------------------- | ---- | ----- |
| 2002/03    | Hércules CF          | Spanje | Segunda División B Grupo 3 | ??   | ?     |
| 2006/07    | Valencia CF Mestalla | Spanje | Segunda División B Grupo 3 | ??   | ?     |
| 2006/07    | Valencia CF Mestalla | Spanje | Segunda División B Grupo 3 | ??   | ?     |
| 2006/07    | Valencia CF Mestalla | Spanje | Segunda División B Grupo 3 | ??   | ?     |
| 2006/07    | Valencia CF Mestalla | Spanje | Segunda División B Grupo 3 | ??   | ?     |
| 2007/08    | FC Barcelona B       | Spanje | Tercera División Grupo 5   | 30   | 0     |
| 2008/09    | Barça Atlètic        | Spanje | Segunda División B Grupo 3 | 31   | 0     |
| 2009/10    | Recreativo Huelva    | Spanje | Segunda División A         | 0    | 0     |
| Bijgewerkt | 18-07-2009           |        |                            |      |       |